# Vännäs köping
Denna artikel handlar om den tidigare kommunen Vännäs köping. För orten se Vännäs, för dagens kommun, se Vännäs kommun.
Vännäs köping var en tidigare kommun i Västerbottens län. Centralort var Vännäs och kommunkod 1952-1970 var 2460.

## Administrativ historik
Den 25 september 1896 inrättades Vännäs municipalsamhälle inom Vännäs landskommun. Detta bröts sedan ut den 1 januari 1928, enligt beslut den 23 december 1926, för att bilda Vännäs köping. Den nya köpingen omfattade vid dess bildande en areal av 4,00 km², varav 3,70 km² land, och hade 1 769 invånare.
Senast den 1 januari 1941 utbröts köpingen ur Vännäs jordregistersocken i avseende på fastighetsredovisningen.
Den 1 januari 1946 (enligt beslut den 23 mars 1945) överfördes till köpingen delar av Nyby nr 1-7 och 9, Vännäs nr 4, 10, 12, 17, och 18 samt hela Soldatroten nr 82, Häggliden nr 1 och 2, Jonstorp 31 och 32 samt Mariehem 11 och 12, omfattande en areal av 3,73 km², varav 3,38 km² land, i kommunalt hänseende och i avseende på fastighetsredovisningen från Vännäs landskommun och Vännäs socken. Av de överförda områden tillfördes ett område, omfattande en areal av 1,16 km², varav 0,99 km² land, från Vännäsby municipalsamhälle. Området som tillhört municipalsamhället hade 77 invånare och de resterande områdena, som inte tillhörde municipalsamhället, hade 135 invånare.
Kommunreformen 1952 påverkade inte indelningarna i området, då varken Västerbottens eller Norrbottens län berördes av reformen.
Den 1 januari 1971 återförenades köpingen och landskommunen för att bilda den nya Vännäs kommun.

### Judiciell tillhörighet
I judiciellt hänseende hörde köpingen till Umeå domsaga och domsagans tingslag.

### Kyrklig tillhörighet
I kyrkligt hänseende hörde köpingen till Vännäs församling.

## Köpingsvapnet
Blasonering: Sköld, schackrutad i nio rutor, varannan av guld och belagd med ett rött kugghjul, varannan röd och belagd med ett järnvägshjul av guld.
Järnvägshjulet syftade på järnvägens betydelse för ortens utveckling. Kugghjulen syftade på den centrala verkstadsskolan i Vännäs. Detta vapen fastställdes av Kungl. Maj:t den 20 april 1951. Se artikeln om Vännäs kommunvapen för mer information.

## Geografi

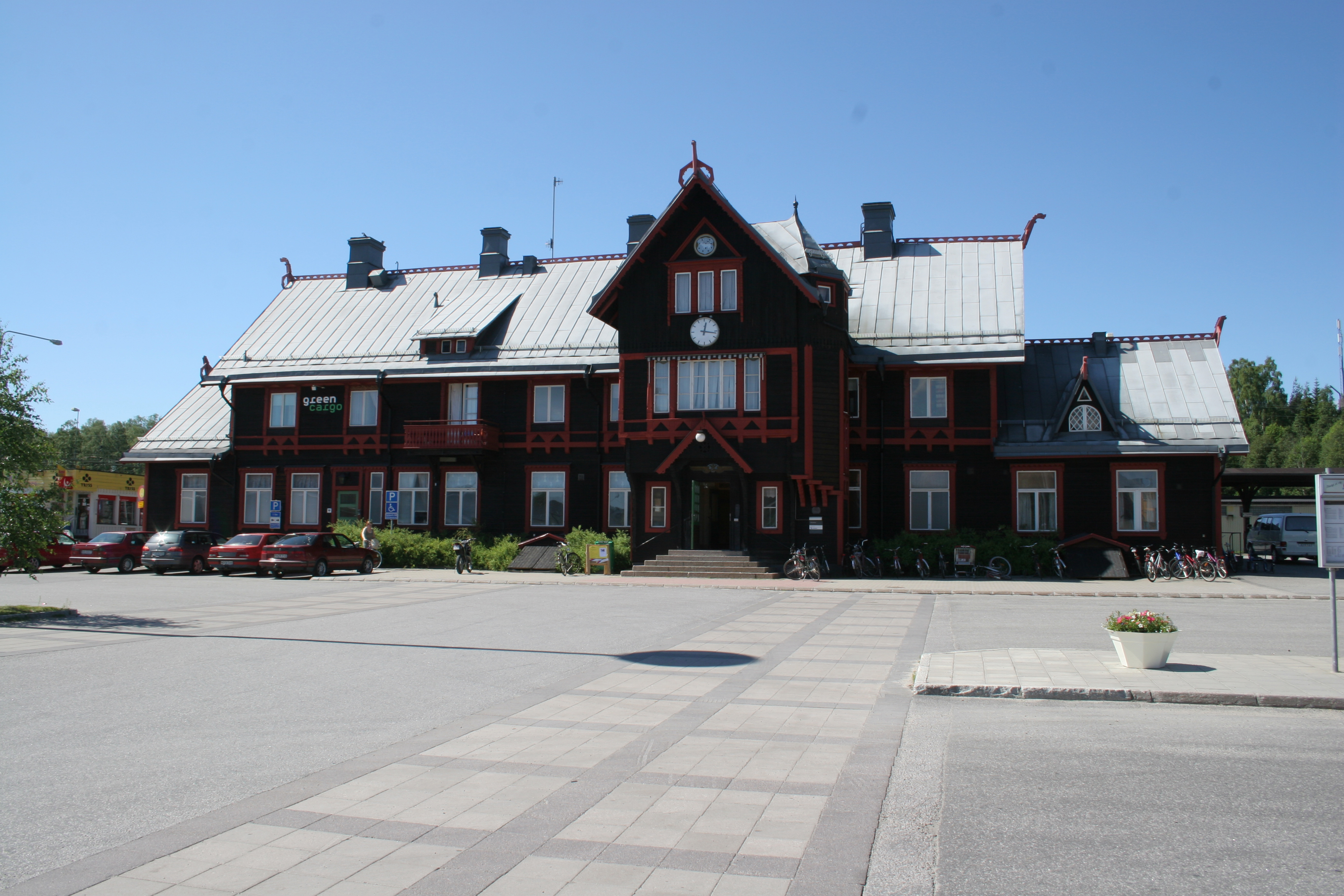
Järnvägsstationen i Vännäs.

Vännäs köping omfattade den 1 januari 1952 en areal av 7,73 km², varav 7,08 km² land.

### Tätorter i köpingen 1960
I Vännäs köping fanns tätorten Vännäs, som hade 3 703 invånare den 1 november 1960. Tätortsgraden i köpingen var då 92,6 procent.

## Politik

### Mandatfördelning
| 1 | 10 | 1 | 5 | 3 |

| 20 |

| 15 | 4 | 1 |

| 19 |

| 1 | 12 | 6 | 1 |

| 18 |

| 18 | 6 |  |

| 22 |

| 18 | 5 | 2 |

| 22 |

| 17 | 5 | 3 |

| 20 | 5 |

| 18 |  | 4 | 2 |

| 20 | 5 |

| 15 | 3 | 4 |  | 2 |

| 23 |